# فاليري جون
فاليري جون (بالإنجليزية: Valerie June)‏ هي كاتبة غنائية ومغنية أمريكية، ولدت في 10 يناير 1982 في جاكسون في الولايات المتحدة.

## وصلات خارجية
- الموقع الرسمي
- فاليري جون على موقع IMDb (الإنجليزية)
- فاليري جون على موقع ميوزك برينز (الإنجليزية)
- فاليري جون على موقع أول ميوزيك (الإنجليزية)
- فاليري جون على موقع ديسكوغز (الإنجليزية)